# Noordse geelgerande waterkever
De noordse geelgerande waterkever (Dytiscus lapponicus) is een keversoort uit de familie waterroofkevers (Dytiscidae). De wetenschappelijke naam van de soort is voor het eerst geldig gepubliceerd in 1808 door Gyllenhal.